# Stomafrontia albifasciata
Stomafrontia albifasciata là một loài bướm đêm trong họ Noctuidae.